# Salesches
Salesches is een gemeente in het Franse Noorderdepartement (regio Hauts-de-France) en telt 291 inwoners (2004). De plaats maakt deel uit van het arrondissement Avesnes-sur-Helpe.

## Geografie
De oppervlakte van Salesches bedraagt 4,6 km², de bevolkingsdichtheid is 63,3 inwoners per km².
De onderstaande kaart toont de ligging van Salesches met de belangrijkste infrastructuur en aangrenzende gemeenten.

## Demografie
Onderstaande figuur toont het verloop van het inwonertal (bron: INSEE-tellingen).